# Oreodera achatina
Oreodera achatina là một loài bọ cánh cứng trong họ Cerambycidae.